# Portada/efemèride novembre 8
John Milton
« 7 de novembre · 8 de novembre · 9 de novembre »